# Depressione del Mar Ionio
La depressione del Mar Ionio è una depressione mediterranea che si forma nei settori occidentali del Mediterraneo.

Il bacino del Mediterraneo va incontro in media a 1,5 cicloni tropicali mediterranei all'anno, principalmente durante la stagione autunnale

## Ciclogenesi
Da tempo gli studiosi sono favorevoli a sostenere che il bacino del Mediterraneo sia particolarmente adatto alla ciclogenesi, al punto da essere considerata fra le aree più ciclogenetiche del mondo.
Le correnti d'aria principali in altitudine, a queste latitudini relativamente basse, sono di origini occidentali e nel loro moto (da ovest verso est) incontrano alcuni sistemi orografici prominenti, formati dalle catene montuose dell'Atlante, dei Pirenei e dall'arco alpino.
Le correnti per eludere questi ostacoli naturali sono costrette a creare dei mulinelli o vortici, proprio come accade con l'acqua di un fiume che scorrendo incontra degli scogli. Pertanto, sottovento a queste montagne, si generano dei sistemi meteorologici di dimensioni che possono variare dal sinottico fino alla mesoscala, frequentemente proprio nel Mediterraneo.
Nel contempo, le estremità montuose che circondano il Mediterraneo sono in grado di sollevare le correnti che le colpiscono e possono produrre fenomeni convettivi. Una volta che la depressione si è formata, questa poi progredirà meteorologicamente – così come avviene alle medie latitudini – grazie all'instabilità baroclina (un'atmosfera baroclina è quella per cui la densità dipende sia dalla pressione atmosferica sia dalla temperatura dell'aria).

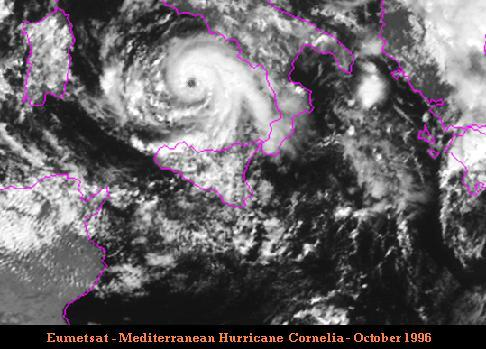
Il ciclone Medicane «Cornelia» in una foto satellitare nell'ottobre 1996

Di tanto in tanto si possono sviluppare dei Medicane (dall'unione delle parole inglesi «MEDIterranean» e «hurriCANE», cioè uragani mediterranei): questi sistemi si caratterizzano per essere particolarmente intensi, rispetto ai comuni cicloni mediterranei, a tal punto da presentare delle caratteristiche simili ai cicloni tropicali.
Inoltre, i Medicane si presentano analogamente alle Polar Low, ossia gli uragani di origine artica. Quest'ultimi sono dei vortici baroclini che si formano sul Mar Glaciale Artico, quando aria gelida – proveniente dalla banchisa – si trova a scorrere sulle acque dell'oceano, rese più calde dalla corrente del Golfo. Non è possibile effettuare una distinzione netta fra i differenti sistemi ciclonici.

### Genesi e direzione
Attraverso un'analisi comparativa degli eventi meteorologici registrati – sono almeno una ventina negli ultimi trent'anni – nel Mediterraneo tra il 1999 e il 2012, si è scoperto che le aree maggiormente interessate dai cicloni tropicali mediterranei risultano essere il Mar Jonio e la zona di mare attorno alle Isole Baleari. Inoltre, è stato osservato come la complessità orografica, unita all'elevata temperatura superficiale del mare (SST) nei golfi, possono creare un prolungamento nella vita di queste violente manifestazioni meteorologiche. In media sono stati registrati 1,5 casi all'anno, principalmente durante il periodo autunnale.
L'autunno, infatti, è la stagione che vede le SST maggiori e le prime intrusioni di aria fredda dalle alte latitudini, innescando condizioni favorevoli per la genesi di questi fenomeni. Nel corso di questi tredici anni di osservazione si è poi notato come la frequenza annuale di questi sistemi mediterranei non sia aumentata, ma si è accresciuta la loro intensità (precipitazioni, rovesci, bombe d'acqua, tornadi, trombe d'aria): questo ci deve far riflettere sulla possibilità che i cambiamenti climatici in corso (il cosiddetto Global Warming) possano inasprire le già severe peculiarità di tali fenomeni. Questi risultati, tuttavia, sono puramente indicativi e non possono affatto avere una valenza climatologica in quanto il tempo di catalogazione è troppo breve, rispetto agli standard di valutazione climatica.
Se nessuna agenzia meteorologica ufficiale si occupa della classificazione dei cicloni tropicali sul Mediterraneo, se non a partire dal 2021, da decenni vengono coniati i nomi ai singoli fenomeni a carattere temporalesco più violenti: Cornelia nelle isole Pelagie, Pantelleria e Calabria ionica (1996), Rolf nelle Isole di Hyères (2011), Ianos nelle Isole Ionie della Grecia (2020), Apollo (o Nearchus) e Helios nella Sicilia orientale nel 2021 e nel 2023 (quest'ultimo, fuori stagione, favorito dall'ingresso della massa d'aria «Nikola»).

## Sismologia applicata ai fenomeni meteo-marini
I risultati conclusivi di uno studio – condotto da un gruppo di ricerca del Dipartimento di Scienze biologiche, geologiche e ambientali dell'Università di Catania, dell'Osservatorio Etneo dell'Istituto Nazionale di Geofisica e Vulcanologia (INGV), del Department of Geoscience dell'Università di Malta, dell'Osservatorio Reale del Belgio, del Centro nazionale per la caratterizzazione ambientale e la protezione della fascia costiera, la climatologia marina e l'oceanografia operativa dell'ISPRA e dell'azienda privata AC2 srl –, dimostrano come i Medicane, ossia i citati cicloni tropicali antropizzati del Mar Mediterraneo (compreso il Mar Ionio), sono in grado di generare violenti moti ondosi, quindi capaci di causare un segnale sismico, puntualmente registrato dalle stazioni sismiche, da cui è possibile ricavare utili informazioni per lo studio e per il monitoraggio dei fenomeni meteo-marini più estremi.
L'analisi dello studio basato sui dati registrati e raccolti da 78 «stazioni» – dislocate lungo le zone costiere italiane (nella sola Sicilia si possono citare la stazione meteo di Messina, di Ustica, di Gela), maltesi e greche –, nel periodo compreso fra il 20 ottobre e il 5 novembre 2021, ha permesso di conoscere i dati di altezza significativa delle onde del mare, acquisiti da boe ondametriche delle tre nazioni cooperanti, e, contemporaneamente, di comprendere i dati sullo stato del mare da «mappe di test» con i modelli numerici disponibili.

### Lo studio del ciclone Apollo attraverso i microsismi
Uno studio nello studio fu dato dagli accertamenti compiuti sul «ciclone Apollo» – un Medicane nel Mar Ionio, formatosi tra la fine di ottobre e l'inizio di novembre del 2021 –, abbattutosi nella Sicilia orientale, colpendo soprattutto le province di Catania, Messina e Siracusa: la sua presenza è stata funestata da forti piogge, raffiche di vento e mareggiate. Soprattutto, i forti venti innescati dal Medicane ionico-mediterraneo hanno provocato un'intensificazione del moto ondoso con onde marine che potevano raggiungere e superare i 3,5 metri di altezza. Le onde del mare, impattando sulla costa con le relative fluttuazioni di pressione che si propagavano dalla superficie del mare al fondale marino, trasferivano input di nergia alla Terra solida che venivano registrati dalle locali stazioni sismiche, sotto forma di «microsismi». Segnali sismici, quest'ultimi, che sono caratterizzati da ampiezze estremamente basse (fino a qualche anno fa, venivano classificati come rumore di fondo e quindi informazioni scientifiche da scartare).
Nel range statistico del periodo di tempo focalizzato fu inclusa l'iniziale formazione di Apollo, valutando i giorni del suo climax (28-29 ottobre) attraverso la velocità dei venti, l'intensità della pioggia, l'altezza delle onde marine e la successiva perdita di intensità del ciclone.
Durante i giorni di progressiva intensificazione di Apollo, le stazioni sismiche installate in area ionica hanno svelato un graduale aumento dei microsismi, soprattutto in una particolare banda di frequenza (0,1-0,2 Hz). È stata così identificata e ricostruita la "firma sismica" del Medicane ionico e la posizione geografica, già rilevata dalle analisi sismiche, perfettamente coincidente con la posizione di Apollo vista con le immagini satellitari.